# 庾石山
庾石山（1962年8月—），中国医学科学院药物研究所副所长、教授，主要从事中药有效物质等方面的研究工作。入选中华人民共和国教育部2007年度"长江学者"特聘教授、中国国家杰青。